# ودي ودارد
ودي ودارد (بالإنجليزية: Woody Woodard)‏ هو مدرب كرة سلة أمريكي، ولد في 1917 في ويتشيتا في الولايات المتحدة، وتوفي بنفس المكان في 9 ديسمبر 1996.